# 柏原新之丞
柏原 新之丞（かしわばら しんのじょう、生年不詳 - 1612年8月21日（慶長17年7月25日））は、安土桃山時代後期・江戸時代初期の武士。山内一豊の家臣。土佐藩内須崎村の代官。

## 来歴
播磨国に生れる。諱は久宅。通称は柏原新之丞。
1582年（天正10年）、播磨国高原で、山内一豊に召し抱えられる。
一豊の前半生期の家臣として仕え、知行500石を下し置かれた。
関ヶ原の合戦以後、土佐の領主となった一豊に随行して土佐に来住し、入国後は高岡郡奉行・須崎村の代官を仰せ付けられた。
1604年（慶長9年）、山内一豊が領内安堵を図るために行った巡視では、須崎で「津野親忠切腹の始末を知る者はないか」と尋ねたところ、新之丞が「中平清兵衛が津野一族なので、この者を召されれば事実が明らかになりましょう」と答え、中平清兵衛が召しだされて津野氏断絶の一部始終が一豊に伝えられた。
1612年8月21日（慶長17年7月25日）病死。

## 家系
土佐柏原家は、播磨赤松流柏原氏の支流。家紋は「笹竜胆」・「左三巴」・「薬研ノ鍔」など。『御侍中先祖書系図牒』によれば、「柏原新之丞」を元祖として、幕末の11代「柏原正馬」までの記録がある。土佐藩政時代初期の高岡郡奉行・須崎代官職は、慶長6年（1601年）の柏原久宅（新之丞）から、仁兵衛、柏原元宅（太郎兵衛）と延寳6年（1678年）まで続いている。
- 本人：柏原久宅（新之丞）
- 妻：中村対馬の娘
  - 嫡男：柏原長宅（半右衛門）
  - 妻：山内可氏の養女（実は広瀬之為の娘）

## 墓所
元祖柏原新之丞と二代目柏原半右衛門［元和7年（1621年）没］の墓は、高知県須崎市新庄長竹の津野元実の墓所に隣接してあり、津野元実の菩提寺でもある元亨院にその位牌も伝わっている。
その後以降の柏原家代々の墓は高知県高知市小高坂山にある。

## 補注
1. ↑  『御侍中先祖書系図牒』